# حقارة

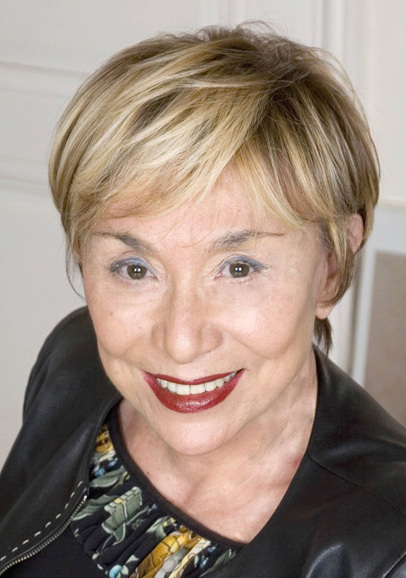
الفليسوفة جوليا كريستيفا

مصطلح الحقارة يعني حرفيًا «حالة أن يكون الشخص منبوذًا» وهو يدل على الاستصغار. استكشِف المصطلح في مرحلة ما بعد البنيوية إذ إنه يزعزع بطبيعته الهوية التقليدية والمفاهيم الثقافية. وتفسير جوليا كريستيفا من ضمن أكثر التفسيرات انتشارًا للحقارة، والذي بُحث بالتفصيل في عملها الذي نُشر في عام 1980 «قوى الرعب: مقالة عن الدناءة». تصف كريستيفا الرعب الذاتي (الحقارة) بأنه الشعور الذي ينتاب الفرد عن مروره، أو مواجهته (عقليًا وجسديًا)، بما تدعوه كريستيفا بـ «الواقع الجسدي» للشخص، أو انهيار في التمييز بين ما هو الذات وما هو الآخر.
أفضل وصف لمفهوم الحقارة هو أنه العملية التي من خلالها يفرق الشخص بين إحساسه بالذات عن تلك التي تهدد إحساسه بالحياة على الفور. الاحتقار يمنع الإدراك المُطلق للوجود، متممًا لمسار الدورات البيولوجية، والاجتماعية، والفيزيائية، والروحية. يمكن تقديم التصور الأفضل لهذا المفهوم بأنه رد فعل الفرد على التحديق إلى جثة بشرية، أو جيفة، كمُذَكر مباشر للموت الحتمي.
مفهوم كريستيفا عن الحقارة يُستخدم بشكل دارج لشرح الثقافة السردية المحبوبة للرعب، وإظهار السلوك التمييزي في كره النساء، ورهاب المثلية، والإبادة الجماعية. يعتمد مفهوم الحقارة على نظريات التحليل النفسي التقليدية لسيغموند فرويد وجاك لاكان.

## في نظرية النقد الأدبي
بالاعتماد على العادة الفرنسية بالاهتمام بالوحشية (على سبيل المثال الروائي لويس فرديناند سيلين)، أو بالذات متمركزة في «القذارة» (على سبيل المثال المحلل النفسي جاك لاكان)، طورت جوليا كريستيفا فكرة الحقير المرفوض من الصواب الاجتماعي ويعكره – والصواب الاجتماعي هو الاتفاق الاجتماعي الذي يعزز النظام الاجتماعي. «الحقير» يتواجد وفقًا لذلك في مكان ما بين مفهوم الشيء ومفهوم الذات، ممثلًا العناصر التابو للنفس المنفصلة بالكاد في الفضاء الحدي. تدعي كريستيفا أن بين حدود ما يُعرف الذات -جزء من نفسه- والشيء -يوجد شيء ما بشكل منفصل عن النفس-  وهناك تكمن قطع كان يومًا ما مُصنفة كجزء من النفس أو هوية الفرد التي رُفضت منذ ذلك الحين – وهو الحقير.
من الضروري ملاحظة، مع ذلك، أن كريستيفا خلقت تمييزًا في المعنى الحقيقي للحقارة: فليس النقص في «النظافة أو الصحة» هو سبب الحقارة، وإنما هو ما يزعج الهوية والنظام والمنظومة. وبما أن الحقارة تقع خارج النظام الرمزي، فإن الإجبار على مواجهتها هي تجربة صادمة بطبيعتها، مثل الاشمئزاز الناتج عن مواجهة القذارة، أو الفضلات، أو الجثث – شيء يُلقى بعنف من العالم الثقافي، بعد أن كان ذاتًا. ومن ثم فإن الإحساس بالحقير يكمل وجود الأنا العليا – ممثلة الثقافة، في النظام الرمزي: في قول كريستيفا المأثور«تمتلك كل أنا الشيء الخاص بها، وتمتلك كل أنا عليا الحقير الخاص بها».
من وجهة نظر كريستيفا للتحليل النفسي، فإن الحقارة تتم بالجزء الذي نقصيه من أنفسنا: الأم. يجب أن نحتقر الأمومة، الشيء الذي خلقنا، وذلك من أجل تشكيل هوية. الحقارة تحدث على المستوى الجزئي للكيان المتحدث، خلال ديناميكيتها الذاتية، بالإضافة إلى المستوى الكلي للمجتمع، خلال «اللغة كقانون مشترك وعالمي». فنستخدم الطقوس، خاصة طقوس الدنس، لمحاولة الحفاظ على حدود واضحة بين الطبيعة والمجتمع، والسيميائية والرمزية، بشكل متناقض يستثني كلاهما مفهوم الحقارة عادة ما يقترن (وأحيانًا يختلط) مع فكرة الغرائبية، مفهوم شيء ما بكونه «غير مُعتاد»، أو دخيل، لكنه مألوف. يمكن للحقير أن يكون غرائبي بمعنى أنه يمكننا التعرف على جوانبه، بالرغم من كونه «دخيل»: الجثة، بعد خروجها من النظام الرمزي، تخلق حقارة خلال غرائبيتها – وتخلق تنافر معرفي.

## في نظرية النقد الاجتماعي
عادة ما تُستخدم «الحقارة» لوصف حالة المجموعات المُستبعدة اجتماعيًا في كثير من الأحيان، مثل النساء، والأمهات غير المتزوجات، وأصحاب الأقليات الدينية، والعاملات بالجنس، والمدانين، والفقراء، وأصحاب الإعاقات. بتفكيك الأحاديث الجنسية والتاريخ الجندري أوجز إيان ماكورميك الروابط المتكررة بين رغبة التعدي الممتعة، والفئات المنحرفة من السلوك، والاستجابات لسوائل الجسم في الدعارة واللواط والاستمناء(التلوث الذاتي، النجاسة، القذارة) في القرنين الثامن عشر والتاسع عشر. ويُستخدم مصطلح فضاء الحقارة أيضًا، وذلك للإشارة إلى فضاء تسكنه الأشياء أو الأشخاص المُستحقرين.

### في الدراسات الاجتماعية
الحقارة هي مفهوم يُستخدم عادة لوصف الأجسام والأشياء التي نجدها منفرة أو مقززة، ومن أجل الحفاظ على هوية الفرد تُنبذ هذه الأشياء. كريستيفا استخدمت هذا المفهوم لتحليل رهاب الأجانب ومعاداة السامية، وكانت بالتالي أول من يطبق الحقارة على تحليل ثقافي. سعت إيموجين تايلر لجعل المفهوم أكثر اجتماعية من اجل تحليل الحقارة كعملية اجتماعية نعيشها وباعتبار كلًا من الممارس للاستحقار والذين يتعرضون للاستحقار، بين تمثيل القوي ومقاومة المُضطهد. أجرى تايلر فحصًا حول الطريقة التي وصفت بها بريطانيا المعاصرة مجموعات معينة من الناس -أغلبهم من الأقليات- كرموز ثائرة، وكيف يثور هؤلاء الأفراد ضد هويتهم الحقيرة، وتُعرف أيضًا بالتهميش أو الوصم أو الاستبعاد الاجتماعي.
يجري الاستكشاف أيضًا في الطريقة التي ينظر بها الأشخاص إلى الآخرين الذين قد تبدو أجسامهم مختلفة عن التقليدي بسبب المرض، أو الإصابة، أو عيب خلقي. أكد الباحثين مثل فرانسيز على أهمية العواقب الشخصية الناتجة عن هذا البحث. فالشخص صاحب الإعاقة، بكونه مشابه لنا وأيضًا مختلف عنا، هو الشخص الذي يتواجد الاحتقار عن طريقه والأشخاص الذي يشاهدون هذا الفرد يتفاعلون إما بمحاولة تجاهله أو رفضه، أو بمحاولة الانخراط وغمر أنفسهم فيه. في هذه الحالة، يدعي فرانسيس، أن الأول يظهر عن طريق رفض التواصل البصري أو الاعتراف بوجود الشخص ذي الإعاقة، بينما الأخير يظهر من خلال التحديق الفضولي. العواقب الشخصية التي تنتج عن هذا هي إما إنكار الشخص صاحب الإعاقة ومعاملته كأنه «آخر» -شيء يمكن تجاهله- أو أن يُحدد الفرد بوضوح وتعريفه كمسبب للكآبة.
تعود جذور الفن المعبر عن مفهوم الحقير لقديم الزمان. تُعرف مؤسسة التيت الفن المعبر عن مفهوم الحقير بأنه الفن الذي «يستكشف الموضوعات التي تتعدى وتهدد شعورنا بالطهارة والاستقامة، خاصة التي تشير إلى الجسم والوظائف الجسدية.» عبر الرسامون عن الانجذاب إلى الدم في فترة طويلة سابقة لعصر النهضة لكن لم يحدث حتى حركة دادا أن يصل الافتنان بالخطيئة والحرام إلى الفن المعبر عن مفهوم الحقير، كحركة، لتصبح متواجدة. وتأثرت بمسرح القسوة الخاص بأنطوان أرتود. وعرف متحف ويتني بمدينة نيويورك الفن المُعبر عن مفهوم الحقير في عام 1993.